# Amico Aspertini

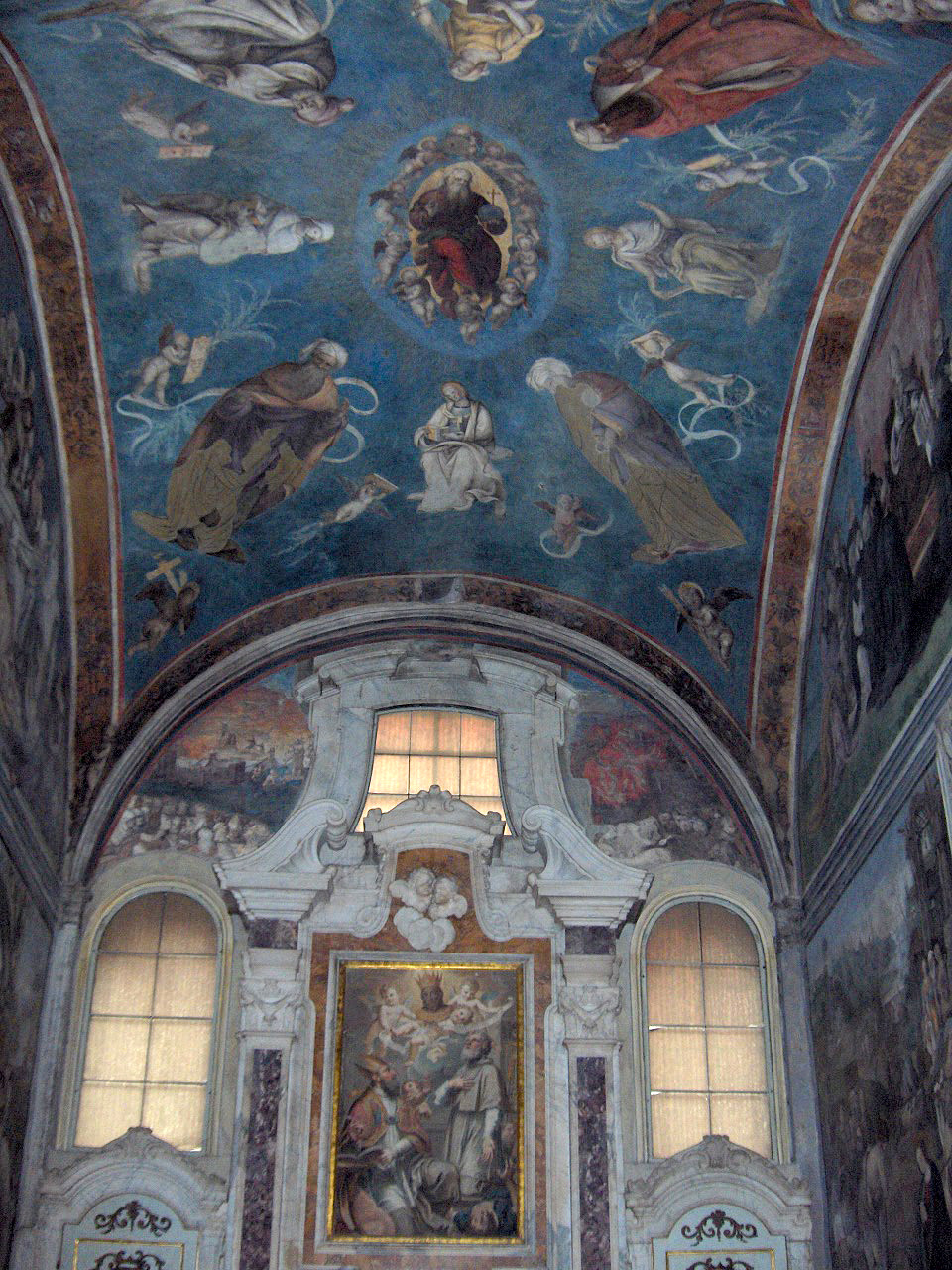
Taket i Cappella della Croce i Basilica di San Frediano i Lucca.

Amico Aspertini, född omkring 1475 i Bologna, död där 1552, var en italiensk målare av den äldre skolan i Bologna.
Aspertini utbildade sig i den skola, som gemensamt hölls av Francesco Francia och Lorenzo Costa. I sin tidigaste tavla (ty han kallar den sitt ”Tirocinium”, målad antagligen omkring 1495) står han helt och hållet på samma ståndpunkt som Francia, med en stämning av samma fromma art som i Perugiaskolan: det är en stor framställning av Jesusbarnets tillbedjande, med Jungfru Maria, helgon och donatorer (nu i Bolognas Pinakotek). Hans förnämsta verk är fresker med skildring av kristusbildens historia (»Volto Santo», i kyrkan Basilica di San Frediano, Lucca), inneslutande många vackra detaljer och episoder, men också röjande hans huvudfel, att jämte ett utbildat skönhetssinne helt plötsligt giva luft åt smaklösheter, med rå form och barock detalj, beroende på ett aldrig fullt behärskat fantasteri. Älskvärdast framträder han i Sankta Cecilias oratorium i Bologna, där han i fresker målat de heliga Valerianus och Tiburtius halshuggning samt deras begravning. Dessutom har han målat Madonnan med de heliga biskoparna Martin och Nicolaus och tre av den sistnämnde räddade flickor (i San Martino, Bologna), inspirerad för en gång av Giorgione, varjämte tavlor av honom finnas i Bologna och Ferraras gallerier samt i Berlin, Herdarnas tillbedjan, som är signerad. Av hans broder Guido Aspertini finns ett enda verk i behåll: Heliga tre konungars tillbedjande av Jesusbarnet, av väsentligen ferraresisk karaktär.